# Мережа UA-IX
Мере́жа о́бміну Інтерне́т-тра́фіком (UA-IX) — дочірнє підприємство Інтернет Асоціації України (ІНАУ), створене на основі однойменної мережі обміну трафіком, яка працює з 10 серпня 2000 року. Обмін IP трафіком здійснюється згідно з правилом «Все-Всім».
Мережа забезпечує зв'язність мереж українських провайдерів і обмін трафіком між ними за найкоротшими маршрутами, без виходу в закордонні мережі.
Існування UA-IX дозволило в 2010 році зайняти Україні шосте місце в Європі за обсягом внутрішнього трафіку (сумарний обсяг агрегованого трафіку) серед 124 точок обміну трафіком в 33 європейських країнах.

## Динаміка числа учасників
- на початок лютого 2009 мережа обслуговує 90 учасників;
- на кінець червня 2009 мережа обслуговує 91 учасника;
- на початок серпня 2009 мережа обслуговує 93 учасники;
- на початок лютого 2010 мережа обслуговує 100 учасників;
- на початок червня 2011 мережа обслуговує 110 учасників;
- на кінець грудня 2011 мережа обслуговує 115 учасників;
- на середину лютого 2012 мережа обслуговує 117 учасників;
- на кінець серпня 2014 мережа обслуговує 147 учасників;
- на середину листопада 2020 мережа обслуговує 203 учасників;
- на початок жовтня 2024 мережа обслуговує 218 учасників;

## Динаміка трафіку
- Січень 2009 — 33 Гбіт/сек
- Червень 2009 — 41 Гбіт/сек
- Січень 2010 — 110 Гбіт/сек
- Жовтень 2011 — 400 Гбіт/с[2]
- Листопад 2020 — 0,61 Тбіт/сек
- Жовтень 2024 — 1 Тбіт/сек

## Технічні характеристики
Мережу побудовано на базі устаткування Extreme Networks і Cisco Systems, складається з комутаторів, об'єднаних каналами зв'язку 10 Gigabit Ethernet і двох маршрутизаторів Cisco 2811.
Учасники підключаються до порту найближчого комутатора по протоколу Ethernet на швидкостях 10Mbps, 100Mbps, 1000Mbps, 10Gbps. Для підключень 1000Mbps і 10Gbps в оптичний порт комутатора модуль розширення для установки в комутатор надає учасник.
Маршрутизатори (Cisco 2811) забезпечують обмін таблицями маршрутизації в межах Мережі. Протокол обміну маршрутною інформацією — BGP v4.
Кожен Учасник встановлює BGP сесію з обома серверами маршрутизації і передає на них інформацію про мережі, що є у нього. Далі ця інформація розповсюджується серед інших Учасників, утворюючи таким чином єдине поле маршрутизації в межах Мережі обміну трафіком. Обидва сервери маршрутизації містять ідентичну конфігурацію.
Вихід з ладу одного з серверів маршрутизації не приводить до порушення працездатності Мережі.
У мережі є сервер, який забезпечує:
- інформацію про поточний стан мережі (Looking Glass)
- інформацію про обсяг трафіку, що проходить через мережу (сумарну і по кожному учаснику).

У січні 2009 року потенційна ємність UA-IX зросла в 1,5 раза до 780 Гбіт/с завдяки встановленню нового 24-портового комутатора Extreme Networks Summit X650 із пропускною здатністю кожного порту 10 Гбіт/с.
1 жовтня 2012 року введені в дію два комплекти топового обладнання — BlackDiamondX8 (Extreme Networks). Це дозволяє підключатись Учасникам UA-IX портами на швидкості 40 Гбіт/c, а також вирішувати питання з пропускною спроможністю Мережі, яка збільшилась більше ніж у 50 разів. Загалом нова платформа дозволяє без залучення додаткових інвестицій розвивати в UA-IX перспективні технології, наприклад, підтримку 100G Ethernet.
Почались підключення Учасників Мережі новими 40G портами. На початку 2013 року очікувалася поява обладнання 100G Ethernet.

## IPv6
У квітні 2009 року у мережі UA-IX запущений процес тестування протоколу IPv6. Серед перших компаній, що ухвалили рішення про участь в тестуванні — «ТопНЕТ» і «Датагруп». Вони встановили IPv6 BGP-з'єднання з маршрутизатором UA-IX і обмінялися маршрутною інформацією між ними.
Необхідність впровадження протоколу IPv6 у Мережі UA-IX обумовлена переходом світового Інтернету на новий протокол у зв'язку з дефіцитом адресного простору в рамках IPv4.
Одночасно в Мережі UA-IX впроваджена підтримка 32-бітових номерів автономних систем.

## Ключові особи
- Пархоменко Світлана Василівна, директор ДП «Українська мережа обміну трафіком».
- Вадим Гарбуз, директор із розвитку ДП «Українська мережа обміну трафіком».[4]